# Tafsīr

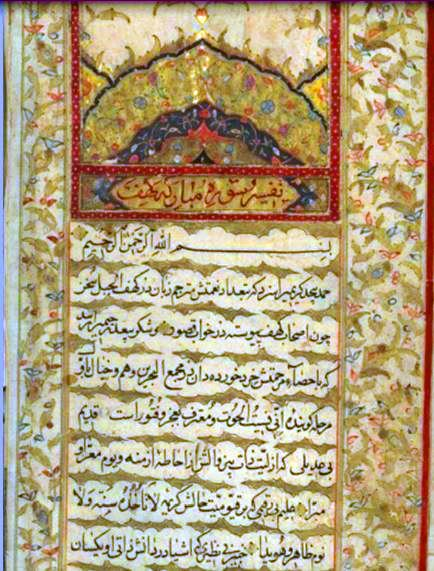
En tafsir av Agha Muhammad al-Sultani från år 1703.

Tafsir (arabiska: تفسير, tafsīr, "tolkning") är kommentarer, oftast sådana om Koranen. Det inbegriper inte esoteriska eller mystiska tolkningar, som omfattas av det närstående begreppet ta'wil. En författare av tafsir kallas mufassir (arabiska: مفسر, mufassir, plural: مفسرون, mufassirūn). En koranisk tafsir försöker tillhandahålla förtydliganden, förklaringar, tolkningar, sammanhang eller kommentarer för tydlig förståelse och övertygelse om Guds vilja.
I huvudsak behandlar en tafsir frågor om lingvistik, rättsvetenskap och teologi. När det gäller perspektiv och tillvägagångssätt kan tafsir i stora drag delas in i två huvudkategorier, nämligen tafsir bi-al-ma'thur (lit. mottagen tafsir), som överförs från islams tidiga dagar genom den islamiske profeten Muhammed och hans följeslagare , och tafsir bi-al-ra'y (lit. tafsir av åsikt), som kommer fram genom personlig reflektion eller självständigt rationellt tänkande.
Det finns olika egenskaper och traditioner för var och en av tafsirerna som representerar respektive skolor och doktriner, såsom sunniislam, shiaislam och sufism. Det finns också allmänna distinktioner mellan klassiska tafsirer sammanställda av auktoritativa figurer av muslimsk vetenskap under islams bildande åldrar, och moderna tafsir som strävar efter att tilltala en bredare publik, inklusive vanliga människor.

## Asbāb al-nuzūl
Asbāb al-nuzūl (tillfällen eller förhållanden vid uppenbarelser) är en sekundär genre inom tafsir, som inriktar sig på i vilket sammanhang specifika Koranverser uppenbarades. Även om den i viss användning rekonstruerar Koranens historicitet är asbāb till sin form en tolkande snarare än en historisk genre.